# Cruce de Washington del río Delaware
El cruce de George Washington del río Delaware fue un hecho acaecido la noche del 25 al 26 de diciembre de 1776, en el marco de la Guerra de Independencia de los Estados Unidos, en concreto de la campaña de Nueva York y Nueva Jersey. Se trató del primer movimiento de un ataque sorpresa planeado por George Washington contra los soldados hessianos, al mando de Johann Rall, que se llevaría a cabo en Trenton, Nueva Jersey, en la mañana del 26 de diciembre.
Washington lideró un regimiento de la Armada Continental a través del helado río Delaware en una operación peligrosa y desafiante, y que supuso finalmente la victoria de los colonos en la batalla de Trenton. Los colonos cruzaron el río de vuelta a Pensilvania, esta vez cargados de prisioneros y armamento requisados en la batalla.
La armada de Washington volvió a cruzar el río por tercera vez a final de año y vencieron a los refuerzos británicos bajo el mando de Charles Cornwallis en Trenton, el 2 de enero de 1777, y a la retaguardia en Princeton un día después, para finalmente retirarse a los cuarteles de invierno en Morristown (Nueva Jersey).
Las comunidades de Washington Crossing (Pensilvania) y Washington Crossing (Nueva Jersey) están nombradas en honor de este evento.

## Antecedentes
1776 había comenzado bien para los americanos con la evacuación de los británicos de Boston en marzo, pero la defensa de la ciudad de Nueva York había sido bastante pobre. El general británico William Howe había desembarcado sus tropas en Long Island en agosto, y para mediados de noviembre había expulsado completamente a los americanos de la ciudad y capturado a las tropas que habían permanecido en Manhattan.
- Datos: Q7971587
- Multimedia: Washington's crossing of the Delaware River / Q7971587